# Lockheed C-141 Starlifter
C-141 Starlifter – wojskowy samolot transportowy wytwórni Lockheed. W latach 1965–1968 wyprodukowano 285 egzemplarzy, 284 dla USAF (dla zastąpienia Douglas C-124 Globemaster II) i jeden dla NASA. Między 1977 i 1982 270 samolotów zmodernizowano do wersji B, wydłużając ich kadłub o 7,11 m. W latach 90. 63 sztuki zmodernizowano do wersji C z nową awioniką. Samoloty służyły przez około 40 lat, ostatni został wycofany 5 maja 2006.

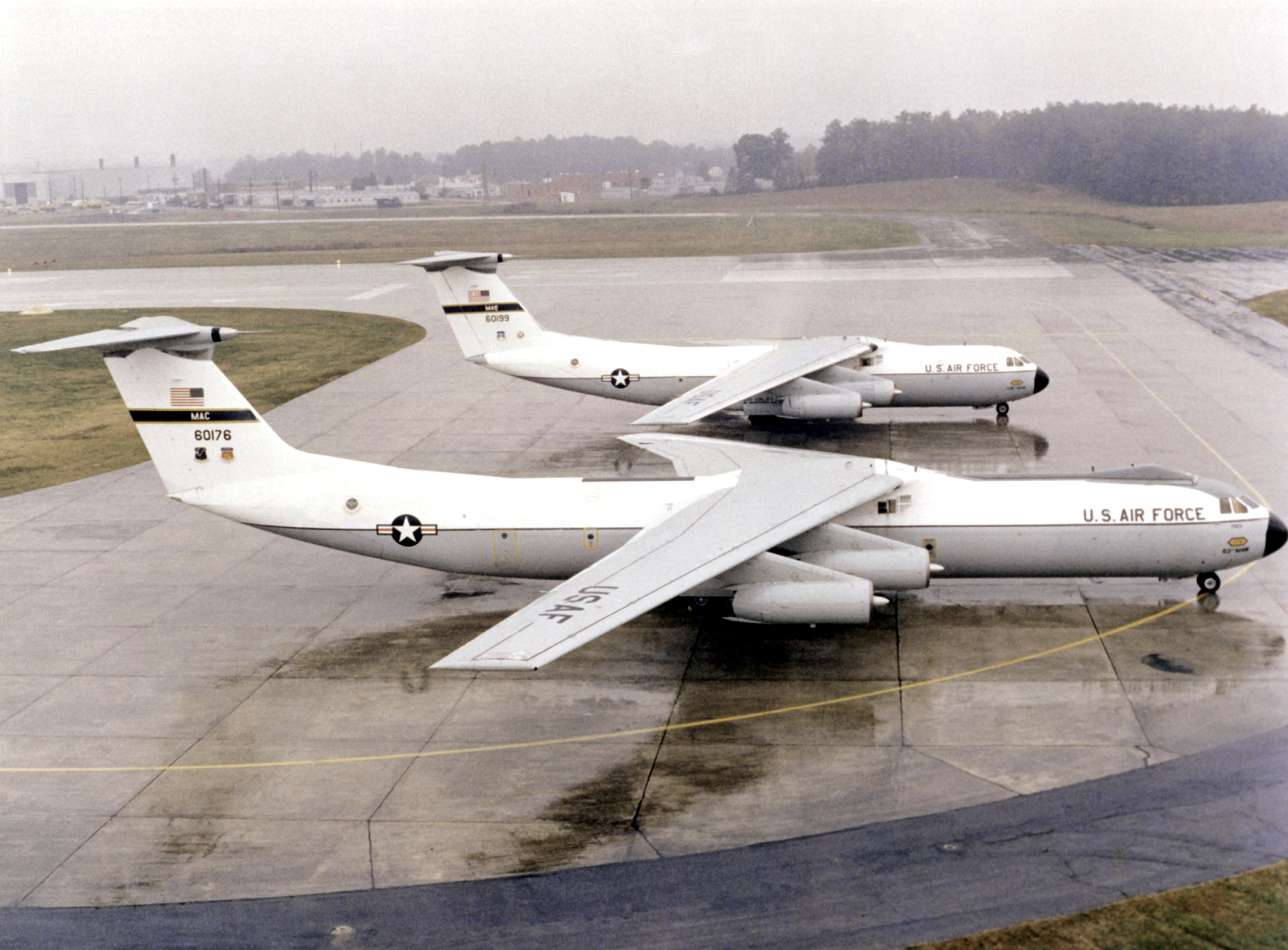
Od góry: C-141A i C-141B (1980)